# Alexandru Szekeres
Alexandru Szekeres (n. 29 aprilie 1926, Lugoj -- d. 1980, București) a fost un demnitar comunist român de origine maghiară, membru al Partidului Comunist Român din 1945.

## Distincții
- Ordinul „23 August” clasa a IV-a (10 august 1964) „pentru merite deosebite în opera de construire a socialismului, cu prilejul celei de a XX-a aniversări a eliberării patriei”[3]
- Ordinul „Steaua Republicii Populare Române” clasa a IV-a (10 iulie 1965) „pentru merite deosebite în realizarea sarcinilor prevăzute în Directivele celui de al III-lea Congres al Partidului Muncitoresc Român”[4]